# Stephanopis furcillata
Stephanopis furcillata es una especie de araña del género Stephanopis, familia Thomisidae.

## Distribución
Se distribuye por Brasil.

## Taxonomía
Fue descrita por Keyserling en 1880.
Tratamiento taxonómico
La especie aparece registrada y publicada en Keyserling 1880: 179, pl. 4, f. 98.